# Данило Миленковић
Данило Миленковић (Ваљево, 31. августа 1994) српски је фудбалер.